# خرطومی‌تنان
خرطومی‌تنان (نام علمی: Rhynchodeminae) نام یک زیرخانواده از خانواده کرم‌های پهن زمینی است.